# Androsace lowariensis
Androsace lowariensis là một loài thực vật có hoa trong họ Anh thảo. Loài này được Y.J.Nasir mô tả khoa học đầu tiên năm 1984.